# Gilabert de Cruïlles (Bischof)
Gilabert de Cruïlles (* 13. Jahrhundert; † 12. Juni 1335) war von 1334 bis 1335 Bischof von Girona.

## Leben und Werk
Gilabert de Cruïlles stammte aus der Adelsfamilie der Cruïlles. Er war Domherr und oberster Sakristan der Kathedrale von Girona, als er zum Bischof gewählt wurde. Obwohl er nach dem Tode seiner Vorgänger Pere de Rocabertí 1324 und erneut nach dem Tod von Gastó de Montcada 1334 zum Bischof gewählt wurde, konnte er das Amt aufgrund von Vorbehalten der anderen Bischofssitze in Katalonien und Aragon nicht antreten. Papst Johannes XXII. ernannte ihn jedoch am 4. Oktober 1334 anlässlich eines Besuches in Avignon zum Bischof von Girona. Seine Amtszeit als Bischof war kurz. Sein größtes Projekt war die Errichtung des Goldschmiedealtares in der Kathedrale.
Gilabert de Cruïlles war Onkel und Vorvorgänger von Berenguer de Cruïlles.